# Sphingonotus atlantica
Sphingonotus atlantica är en insektsart som först beskrevs av Popov, G.B. 1984.  Sphingonotus atlantica ingår i släktet Sphingonotus och familjen gräshoppor. Inga underarter finns listade i Catalogue of Life.